# Минтай
Минтай (Theragra) — рід риб з родини тріскових (Gadidae).

## Поширення
Північно-східна Атлантика та північна Пацифіка. Зустрічається у пелагічних водах.

## Види
- Минтай далекосхідний (Theragra chalcogramma)
- Минтай атлантичний (Theragra finnmarchica)